# Otto Paul von Krusenstern
Otto Paul Pawlowitsch von Krusenstern (russisch Отто Пауль Павлович фон Крузенштерн; * 26. Julijul. / 7. August 1834greg. in Reval; † 28. Julijul. / 9. August 1871greg. in Dorpat) war ein russischer Marineoffizier und Polarforscher deutsch-baltischer Herkunft.

## Leben
Krusenstern, Sohn des Polarforschers Paul Theodor von Krusenstern und Enkel des Admirals Adam Johann von Krusenstern, reiste 1842 mit seiner Mutter nach Deutschland. Nach vier Jahren kehrte er zurück und besuchte die Ritter- und Domschule zu Reval. Als er mit vier Freunden in den verfallenen Befestigungsanlagen Revals einen unterirdischen Gang mit gefrierendem Wasser erkundete und zwei von ihnen ins Wasser stürzten, rettete er sie, worauf er eine Rettungsmedaille erhielt. Als er einmal in den Osterferien in einem Boot von Reval nach Helsinki fuhr, um seine Eltern zu besuchen, war er 54 Stunden unterwegs, wobei der Wind Eis über das Meer trieb.
Mit 15 Jahren erlebte Krusenstern seine erste Polarfahrt im Weißen Meer auf dem Schoner Jermak seines Vaters und arbeitete mit Erlaubnis des Kapitäns als Matrose mit. Er war ein ausgezeichneter Ruderer und lernte, Rentierschlitten zu führen. Mit 16 Jahren nahm er auf einem Militärtransportschiff an der Fahrt nach Petropawlowsk-Kamtschatski teil. Mit einem anderen Schiff kam er bis Ajan und kehrte dann durch Sibirien nach St. Petersburg zurück. Während des Krimkriegs (1853–1856) beteiligte er sich an den Kämpfen an der Ostseeküste. 1855 führte er die Tests des 2. U-Boots Ottomar Gerns auf und in der Kleinen Newa durch.
Krusenstern erkundete 1860 auf dem Schoner Jermak die Petschorasee. Er setzte Schifffahrtszeichen an der Küste und vermaß das Fahrwasser und die Petschora-Mündung. Bei günstigem Wetter auf eisfreier See erreichte er die Südostspitze Nowaja Semljas. Die Weiterfahrt durch die Karastraße war aufgrund von Versorgungsproblemen nicht menr möglich, so dass er zurückkehren musste.
Krusenstern beantragte 1862 beim Marine-Ministerium die Organisation einer Expedition in die Karasee für hydrographische Untersuchungen und die Prüfung der Möglichkeiten der Erreichung der Jenissei-Mündung im Hinblick auf die Erschließung der Nordostpassage. Die Hilfe wurde zugesagt, und Leutnant Krusenstern wurde zum Leiter der Expedition ernannt. Im August 1862 fuhr die Jermak vom Dorf Kuja an der Petschora zur Jugorstraße, um in die Karasee vorzudringen. Seit der Expedition Pjotr Pachtussows vor 30 Jahren war dorthin kein Schiff mehr gekommen. Infolge schlechten Wetters erreichte Krusenstern erst zwei Wochen später die Jugorstraße, wo er sehr dickes Eis vorfand und in der Karasee Presseishügel erblickte. Als Krusenstern beschloss, den nächsten Tag auf der Insel Waigatsch abzuwarten, setzte eine starke Strömung ein, die das Eis mit der Jermak in die Karasee trieb. Er führte weiter meteorologische und hydrologische Messungen durch und bestimmte die Koordinaten: 65°59' nördliche Breite und 64°30' östliche Länge. Der Schoner blieb vom Eis eingeschlossen und wurde zusammengepresst, so dass Krusenstern im Hinblick auf die Zerstörungs des Schiffs den Aufenthalt auf dem Eis vorbereitete. Schließlich verließ er mit der Mannschaft und den Expeditionsmitgliedern im September 1862 das Schiff und erreichte mit ihnen nach einem langen äußerst schwierigen und gefahrvollen Marsch über das Eis das rettende Festland, wo er durch sein Fernrohr Spitzjurten von Nenzen entdeckte. Auf Rentieren kamen sie nach Obdorsk, wo sie sich 12 Tage lang erholten. Dann begannen sie ihre Rückkehr durch Sibirien. Sie überlebten einen Schneesturm im Ural und kamen Anfang 1863 in ihrem Basisdorf Kuja an der Petschora an. Dort erfuhren sie, dass das Beiboot Embrio der Jermak, das durch das Eis von der Jermak getrennt worden war, mit seiner kleinen Besatzung unter dem Kommando Iwan Korotkis zur Jugorstraße zurückkehren konnte und nach zweiwöchigem Warten auf die Jermak und Absuchen der nahen Küste bis zur Kara schließlich im September 1862 zur Petschora-Mündung zurückfuhr. Krusenstern kam nun auf Rentieren nach Archangelsk, um von dort nach St. Petersburg zurückzukehren.
Krusenstern diente darauf in der Baltischen Flotte und kommandierte 1863–1864 ein Schrauben-Kanonenboot zwischen den finnischen Schären. 1868 wurde er zur Aralsee-Flottille versetzt. Sein Rheuma, an dem er seit seiner Karasee-Expedition litt, verschlimmerte sich, so dass er sich für Heilbehandlungen beurlauben ließ. Als nun ein Dampfschiff im Syrdarja sank, verzichtete er auf die Abreise und leitete die Arbeiten zur Hebung des Schiffes, wobei er mit den Matrosen 17 Tage lang auch im Wasser arbeitete.
Schwer lungenerkrankt kehrte Krusenstern im November 1870 nach St. Petersburg zurück und suchte Heilung in Deutschland und Italien. Nach einer erfolglosen Operation in der Dorpater Universitätsklinik starb er am 9. August 1871 in Dorpat. Er wurde auf dem Familiensitz in Klein-St. Marien auf dem Friedhof der lutherischen Kirche begraben.
Aufgrund des Misserfolgs der Expedition Krusensterns erklärte Admiral Friedrich Benjamin von Lütke, dass die Karasee-Route nicht befahrbar sei. Trotzdem organisierte Michail Sidorow die Schifffahrt auf dem Ob und dem Jenissei für den Zugang zum Nordmeer.
Die von Eduard Gustav von Toll und Fjodor Matissen geleitete Polarexpedition benannte 1901 einen kleinen Archipel in der Karasee nach P. P. Krusenstern.